# St. Georg (Auchsesheim)

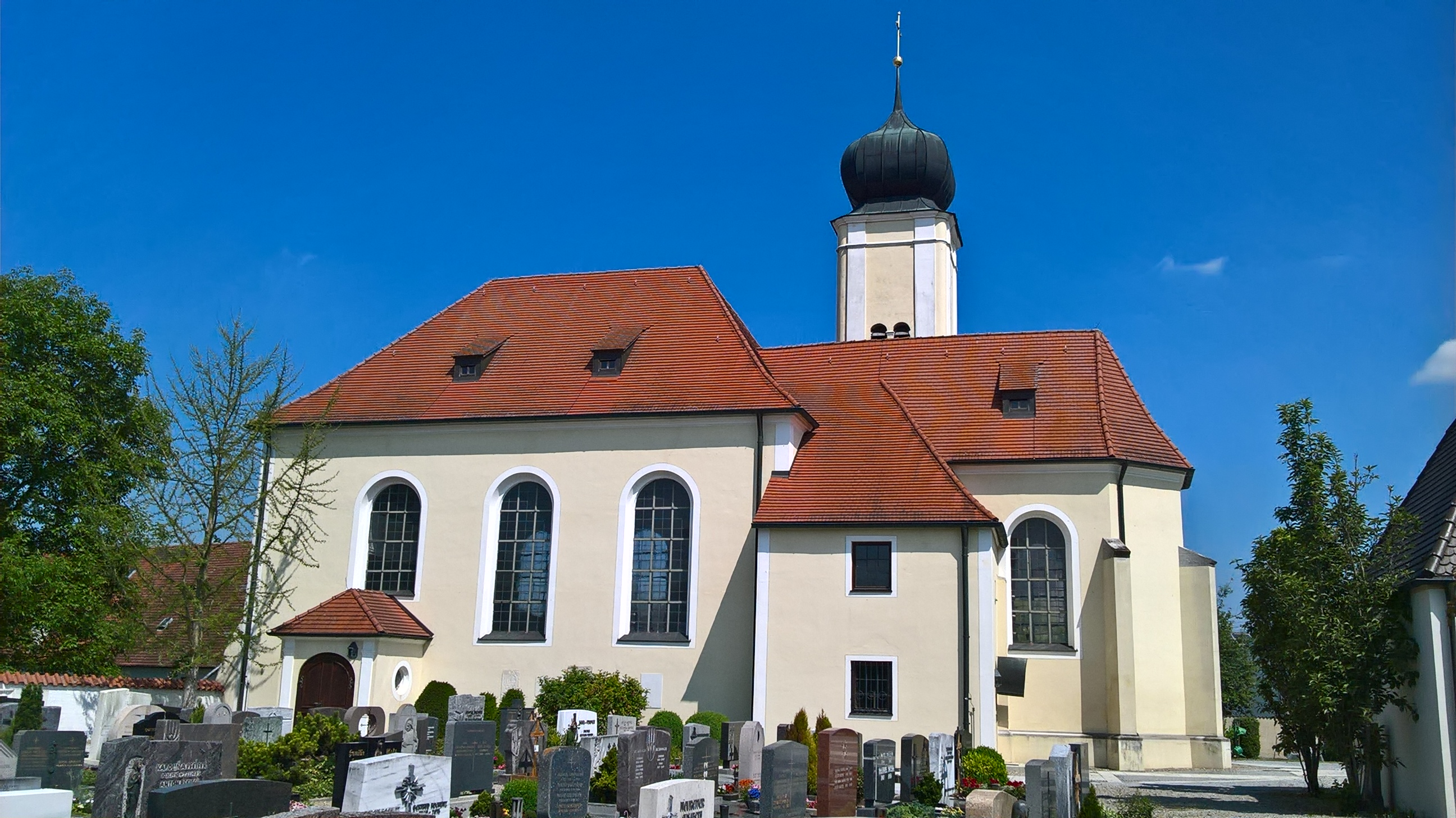
Kirche St. Georg in Auchsesheim

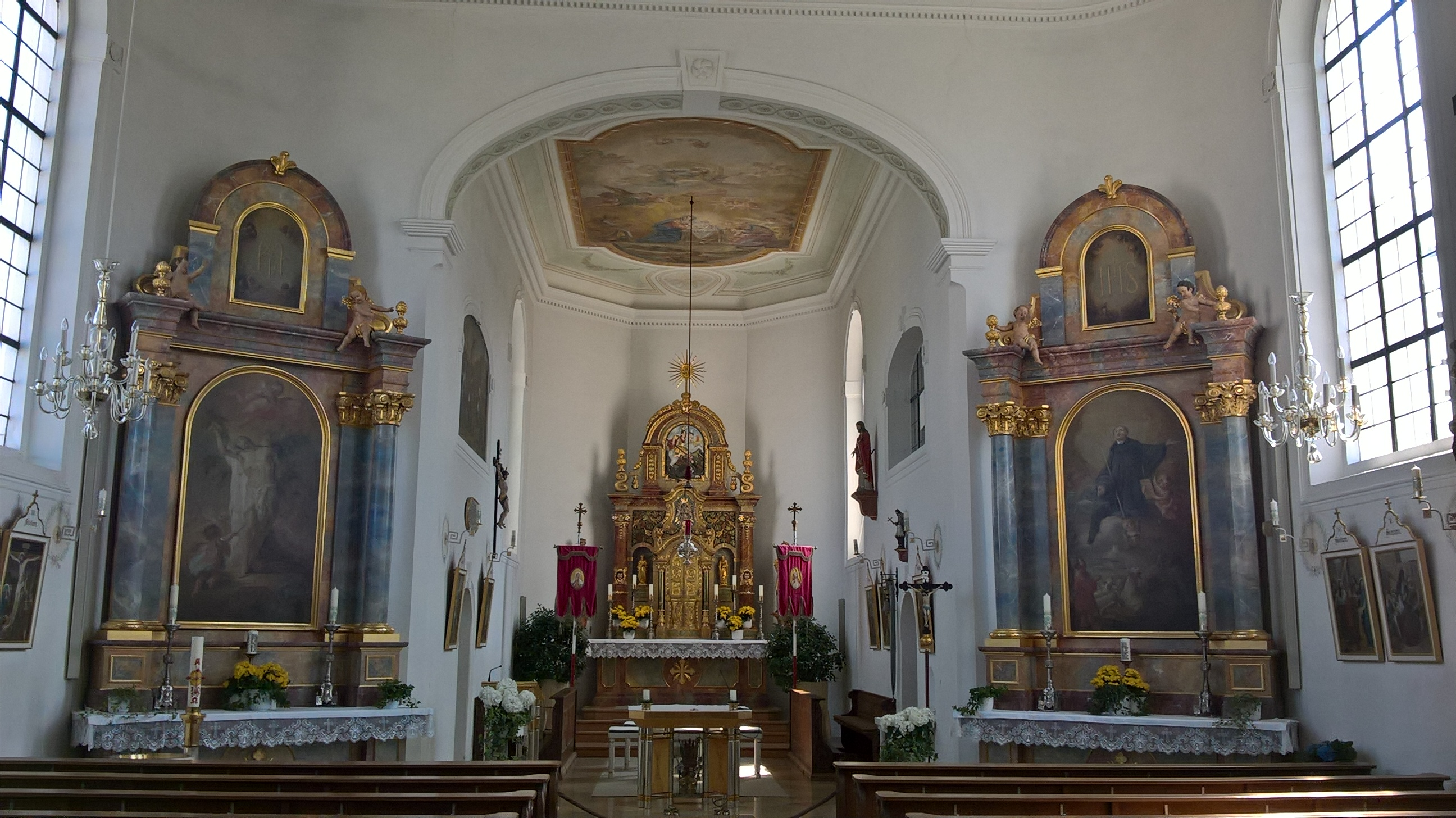
Innenansicht

Die römisch-katholische Pfarrkirche St. Georg in Auchsesheim, einem Stadtteil von Donauwörth im schwäbischen Landkreis Donau-Ries in Bayern, wurde Ende des 14. Jahrhunderts errichtet. Die Kirche mit der Adresse Werner-Egk-Platz 28, am südöstlichen Rand des Dorfes im ummauerten Friedhof, gehört zu den geschützten Baudenkmälern in Bayern. Auchsesheim war ursprünglich eine Filiale von Mertingen, 1429 wurde es eine selbständige Pfarrei. 

## Beschreibung
Der spätgotische Chor und der Turmunterbau wurden wohl Ende des 14. Jahrhunderts errichtet. 1792 erfolgte der Neubau des Langhauses. Der flach gedeckte Saalbau mit Walmdach und eingezogenem, dreiseitig geschlossenem Chor mit Strebepfeilern besitzt eine Doppelempore im Westen. Die rundbogigen Fenster sind mit klassizistischem Rahmenstuck geschmückt. Im Süden ist ein korbbogiges Portal mit Vorzeichen, in der nördlichen Vorhalle mit Pilaster ist eine Lourdesgrotte integriert. Der quadratische Turm mit Ecklisenen wird von einem Zwiebelhelm abgeschlossen. 

## Ausstattung
- Die Deckenbilder wurden 1792 von Johann Baptist Enderle geschaffen. Im Chor ist die Geburt Christi und im Schiff die Verherrlichung des heiligen Georg dargestellt.
- Der Hochaltar aus dem Jahr 1860 ist mit einem neuen Bild des heiligen Georg versehen.
- Im nördlichen Seitenaltar von 1861 ist ein Bild des heiligen Sebastian mit der Signatur „ENDERLE PINX. 1794“.
- Im südlichen Seitenaltar von 1861 ist ein Bild des heiligen Leonhard von Enderle aus dem Jahr 1795.
- Die Kanzel ist eine Arbeit vom Ende des 18. Jahrhunderts.
- Das Taufbecken aus Muschelkalk auf Vierkantbaluster stammt aus der zweiten Hälfte des 18. Jahrhunderts.
- Die Wangen der Bänke mit Akanthusschnitzereien um 1700.